# 前田郷

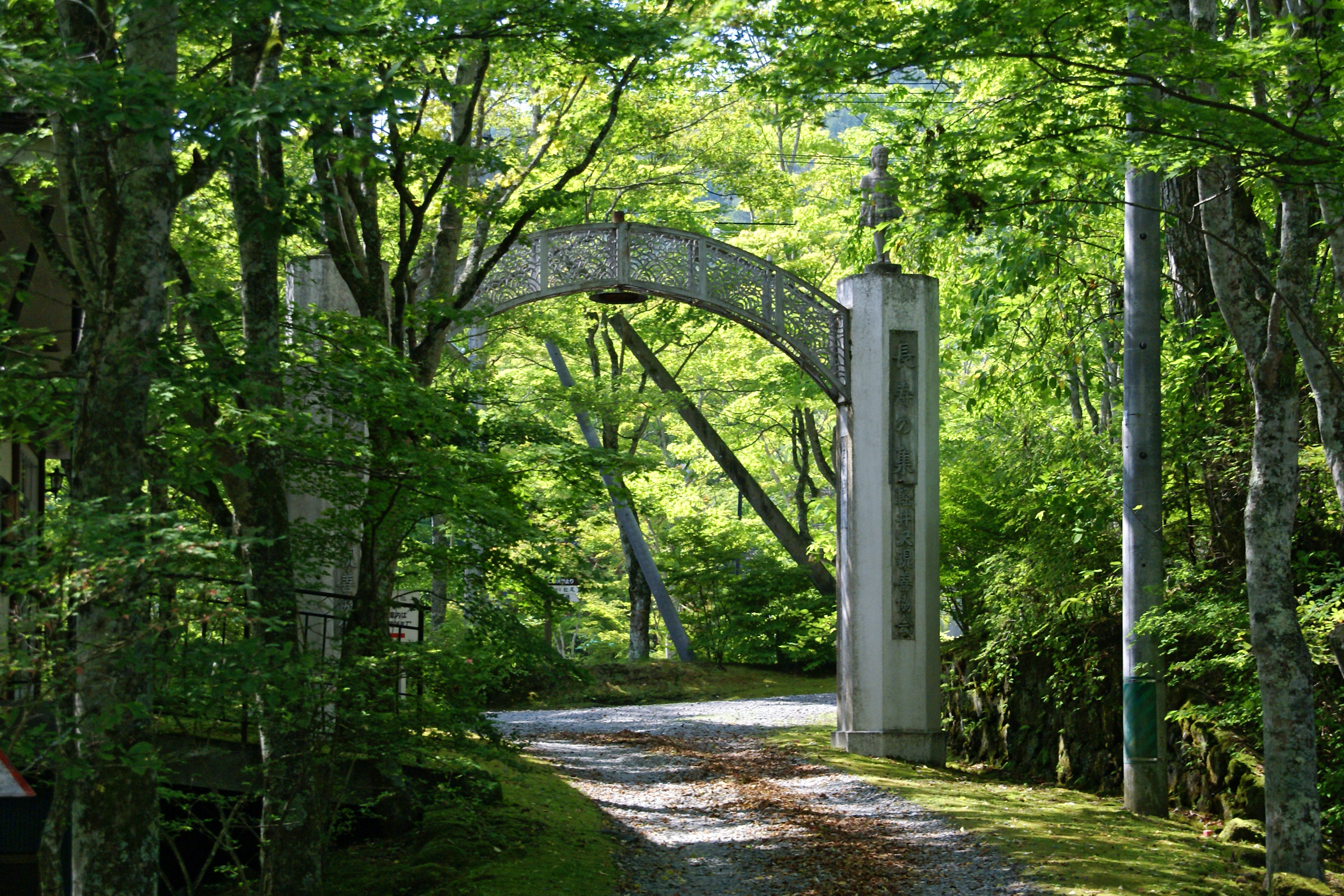
前田郷入口

前田郷（まえだごう）は、長野県北佐久郡軽井沢町三笠2525番地に所在する貸別荘地。

## 歴史

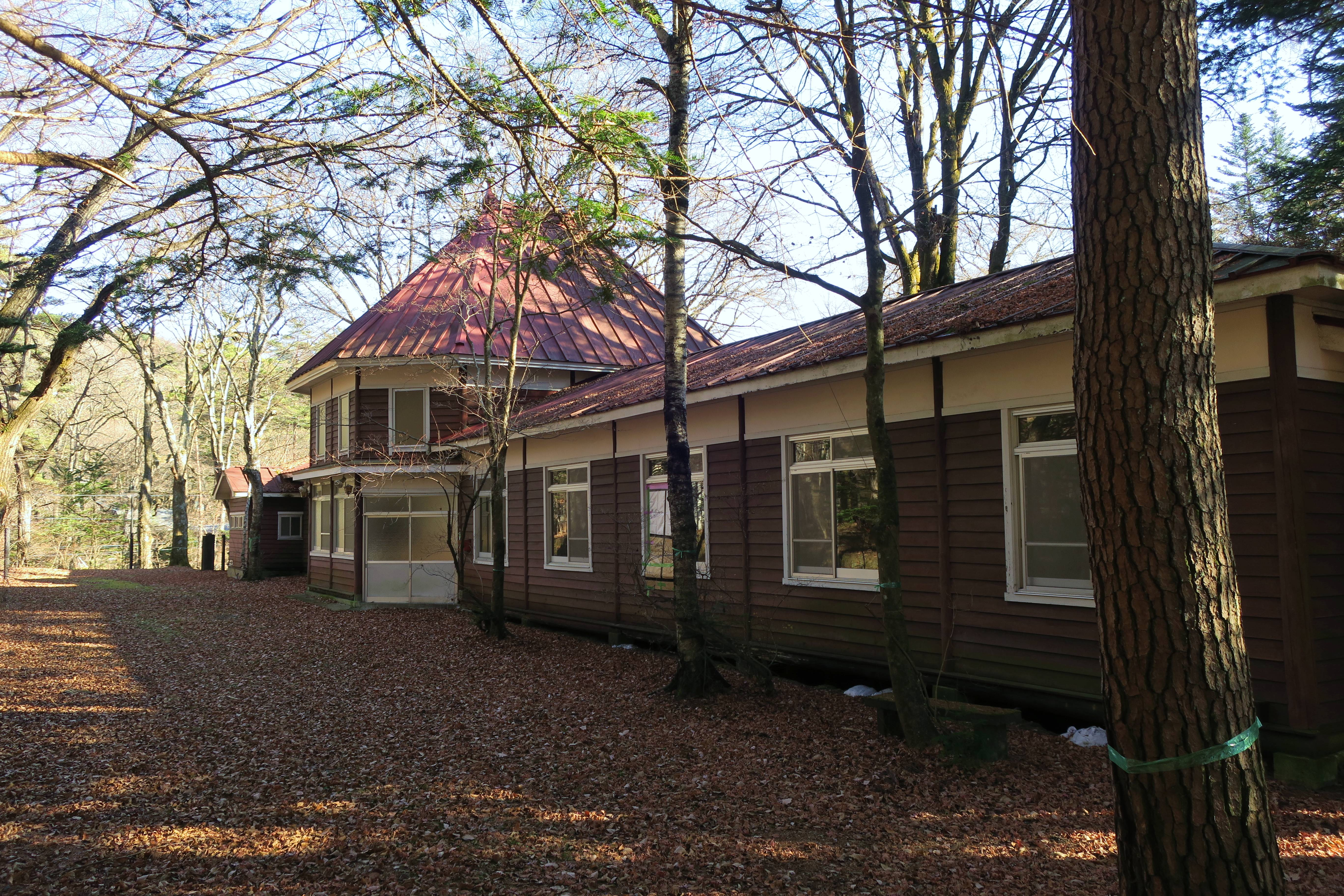
深山荘（旧スイス公使館）

日本の土木建設業界の雄といわれる実業家前田栄次郎が、昭和8年（1933年）、軽井沢町内（旧軽井沢地区）に8,000坪余りの土地を取得し、貸別荘地を開業したのが起源である。第二次世界大戦中は、前田郷内にスイス、ポルトガル、スペイン、ドイツの大公使館が疎開しており、スイス公使館が疎開した深山荘は現存している。日本のポツダム宣言受諾通告は、この地から打電されたとされているが、異論もある（軽井沢町旧スイス公使館#終戦時の動向の謎を参照）。
現在は、創業時に建設されたカラマツの丸太で建設されたログハウス風の本館の他、17棟の貸別荘と1棟のリゾートマンション（7室）が営業しており、伝統的に原則として1ヶ月からの利用のみ受け付けている。

## 施設
- 宿泊用貸別荘8棟（定員2～4人）
- 長期（6か月）滞在用貸別荘10棟
- 営業期間は、4月上旬から11月下旬まで
- 郷内には、庭園三翠園、テニスコート、バーベキュー場などの施設がある

## 交通
- 北陸新幹線軽井沢駅より、草軽交通バス 草津温泉または北軽井沢行8分「三笠」下車すぐ。又はタクシーで6分
- 上信越自動車道碓氷軽井沢インターチェンジより20分